# Тарас Бульба (опера)
«Тарас Бульба» — опера на 5 дій українського композитора  Миколи Лисенка за сюжетом однойменної повісті Миколи Гоголя, лібрето Михайла Старицького. Робота над твором тривала десятиліття (1880–1890), і вперше він був поставлений в авторському інструментуванні Левом Штейнбергом у 1924 року в Харкові, а у 1927 — у Києві.

## Постановки опери[2]
- У 1890-1891 роках М. Лисенко зустрічався з П.І. Чайковським, який пропонував допомогу у постановці «Тараса Бульби» в  Петербурзі на сцені імператорського театру, але за умови, що вона буде перекладена на російську, ця пропозиція була відкинута українським композитором[3][4].
- Перша спроба постановки опери на київській сцені у 1918 році закінчилась трагічно. У часи УНР за постановку взявся Лесь Курбас. Оркеструвати оперу мав Олександр Кошиць. Але напередодні прем'єри Київ захопили денікінці. Театр, на сцені якого вже були виставлені декорації, згорів. Згоріли костюми і нотний матеріал. Уціліли лише ескізи костюмів Анатолія Петрицького (зберігаються у театральному музеї).
- Прем'єра опери відбулася 4 жовтня 1924 року у Харкові. Першим втілив образ Тараса Бульби Платон Цесевич.
- У 1927 році опера була поставлена на київській сцені. Партію Тараса Бульби виконав Михайло Донець.
- У 1937 році у Харкові  відбулася постановка опери у редакції,  що  була нав'язана радянською цензурою. Максим  Рильський, Лев  Ревуцького та Борис Лятошинський дописали окремі сцени і вокальні номери.  Вистава за участю провідних харківських співаків вийшла переконливою і яскравою. Проте в деяких сценах редактори надто далеко відійшли від оригіналу твору, що стало причиною появи третьої редакції опери, завершеної на початку 50-х років.
- Навесні 1955 року відбулася прем'єра «Тараса Бульби» у третій редакції  (диригент О. Климов, режисер В. Скляренко, художник А. Петрицький) — в цій редакції оперу було записано на грамплатівки, видано друком клавір.
- Сьогодні опера займає чільне місце у репертуарі українських театрів, Київський оперний театр також виїздив з оперою на гастролі у Вісбаден (1982), Дрезден (1987), Загреб (1987). В постановках співали Марія Литвиненко-Вольгемут, Зоя Гайдай, Єлизавета Чавдар, Андрій Кікоть, Дмитро Гнатюк, Анатолій Мокренко, Василь Третяк. Оперою диригували провідні диригенти — Стефан Турчак та Володимир Кожухар.

## Дійові особи
- Тарас Бульба - бас
- Настя, дружина Тараса - меццо-сопрано
- Остап, старший син Тараса - баритон
- Андрій, молодший син Тараса - тенор
- Воєвода - баритон
- Марильця, дочка Воєводи - сопрано
- Татарка, служниця Марильці - сопрано
- Кирдяга - бас
- Кобзар - тенор
- Ксьондз - тенор

## Сюжет
Площа в Києві перед Братським монастирем; неподалік — базар. Старий кобзар оповідає людям, що зібрались довкола, про героїчне минуле запорізьких козаків. І зараз, у важку для України годину, співак закликає постояти за вітчизну. З монастиря виходять Тарас із синами. Залишаючи їх у бурсі на навчання, він просить ченця виховувати молодих козаків у любові до рідної України. Андрій (один із синів) розповідає братові про зустріч із прекрасною панною, що зачарувала його. Наближається католицька процесія. Спереду — Воєвода з дочкою. Зненацька для себе Андрій впізнає в ній свою обраницю. Не слухаючи застережень Остапа, він вирішує домогтися зустрічі.
Дочка Воєводи Марильця мріє про бурсака, що сподобався їй. З'являється Андрій, що потай проникнув у замок. Марильця кокетує з Андрієм, наряджає його для забави дівчиною. Раптово чуються кроки Воєводи. Андрія ховають. Але почувши, як батько суворо вимовляє дочці за її відмову знатному нареченому, почуваючи своє приниження, Андрій вистрибує з вікна в сад. Втікача помічає прислуга. Однак служниця не видає Марильцю й завзято повторює грізному Воєводі, що в кімнаті нікого не було. Челяді не вдається піймати Андрія; Марильця тріумфує.
Дружина Тараса з нетерпінням чекає синів. Нарешті вони з'являються в рідному будинку в супроводі батька і юрби гостей. Тарас проголошує тост за те, щоб його сини зуміли відзначитися в бою з ворогами. Гості славлять молодецтво хвацьких козаків. Тарас негайно ж відправляється з ними в Запорізьку Січ.
Приїхавши в Січ, Тарас, полковник козацького війська, ратує за вибори нового кошового: запорожці сидять без справи, а поляки тим часом терзають Україну! Сполох скликає козаків на раду. Розпалюються палкі суперечки, кого обрати новим кошовим. Гонець, що прибув з України, розповідає про бешкетування й насильства поляків: церкви закриті, старшини замучені, гетьман по-зрадницькому вбитий у Варшаві. Єдине прагнення охоплює військо: скоріше в похід, помститися ворогові.
Козаки осадили польську фортецю у Дубні. Ніч. Не спить лише Андрій, що мріє про Марильцю. Хтось тихо вимовляє його ім'я. Це — служниця панночки, що проникнула сюди з фортеці через підземний хід. З жахом Андрій довідається, що його коханій загрожує голодна смерть. Зібравши харчі, він поспішає слідом за служницею у фортецю.
Покої дубенського Воєводи. Поляки, виснажені довгою облогою, моляться про порятунок. З'являється Андрій. Засліплений красою Марильці, він зрікається батьківщини.
Воєвода й імениті шляхтичі дякують козаку за допомогу. Однак, коли Андрій насмілюється просити руки Марильці, Воєвода спалахує гнівом. Шляхта ж бачить у приході запорожця десницю божою. За їхньою радою і благаннями дочки, Воєвода благословляє молодих і довіряє Андрію командування військом.
Тарас, обраний наказним отаманом, налаштовує козаків на штурм фортеці. Від маркітанта Янкеля, що побував у Дубні, Бульба довідається про зраду Андрія. У розпачі батько проклинає день, коли в нього народився син-зрадник. Зав'язується бій. З фортеці на чолі польського війська виїжджає Андрій. Тарас стріляє в зрадника. Андрій вмирає з ім'ям Марильці на вустах. У люті, розтрощуючи все на своєму шляху, кидаються запорожці на приступ.

## Музика
За жанром «Тарас Бульба» — це історико-героїчна народна драма. Хоча Микола Лисенко не використовує у ній конкретних історичних подій, у ній узагальнено подана визвольна боротьба козаків Запорізької Січі проти польського поневолення.
В опері розкривається конфлікт між протидіючими сторонами — козаками і польськими завойовниками та конфлікт життєвих позицій: жертовного служіння Батьківщині (Тарас, Остап та запорізьке козацтво) й егоїстичного прагнення власного щастя (Андрій).
Під час створення опери Миколи Лисенко використав досягнення так званої «великої» історичної опери (чудовими зразками в даному жанрі слугують «Вільгельм Тель» Джоаккіно Россіні (1829), «Брандербуржці в Чехії» Берджиха Сметани (1863), тощо). Це проявилося в великих масштабах опери (5 дій), у відтворені історичного минулого з використанням масових сцен та жанрових епізодів, у поєднанні історичних подій із ліричною сюжетною лінією, у використанні балету.
Опера має п'ять дій та 36 музичних номерів. Переважна більшість є т. зв. «номерами-сценами» із наскрізним розвитком, які складаються із речитативів, завершених вокальних номерів, ансамблів чи хорів. У музичній драматургії М.Лисенком використано лейтмотивний метод.
Увертюра до опери написана Л.Ревуцьким та Б.Лятошинським за матеріалами інтродукції Миколи Лисенка та побудована переважно на темах опери. Вступний розділ починається героїчною, закличною темою, що пов'язана із героїко-патріотичною темою опери. Її початкова інтонація стала лейтмотивом та буде неодноразово з'являтися у партіях Тараса та Остапа.
Провідною в опері є героїко-патріотична сюжетна лінія, що виражається у конфлікті між двома ворогуючими сторонами: українським народом та польською шляхтою. Кожен з цих таборів має власну характеристику: українська сторона змальована інтонаційністю народного характеру з яскравим показом героїки та опорою на український епос (наприклад, дума Кобзаря «Ой кряче ворон» з І дії, речитатив та аріозо Тараса «Коли ж подужаний літами» з І дії, пісня Тараса «Гей, літа орел» з ІІ дії, більшість хорів, партія Остапа, тощо), польський табір змальований з допомогою католицького хоралу та національних танців — мазурки та полонезу.
Другою сюжетною лінією є кохання Андрія до дочки польського воєводи — Марильці. Саме з цією лінією пов'язаний конфлікт між громадським обов'язком та особистими почуттями Андрія. У музиці переважають лірика, опора на романсовість та пісенність (наприклад, сольний епізод Андрія у дуеті з Остапом «Круг янголиного обличчя» з І дії та його каватина «Немов в тумані я бачу Київ» з IV дії).
Опера «Тарас Бульба» Миколи Лисенка є важливим етапом у становленні українського оперного мистецтва та класичною національною героїко-історичною народною драмою.

## Номери
1. Увертюра

1 дія — 1 картина
1. Сцена й пісня Кобзаря
2. Сцена і арія Тараса
3. Аріозо Андрія, сцена і дует Андрія та Остапа

1 дія — 2 картина
1. Хор дівчат
2. Арія Марильці («Родилась я у палатах»)
3. Сцепна — Марильця, Воєвода, Татарка

2 дія
1. Арія Насті («Душа тремтить»)
2. Сцена - Тарас, Настя, Андрій, Остап,
3. Хор "Слава"
4. Сцена й пісні Тараса ("Гей літа орел")
5. Танець «Казачок»
6. Аріозо Остапа
7. Сцена репетування Насті та фінал

3 дія
1. Вступ та хор запорожців
2. Речитатив та арія Андрія, дует Андрія та Остапа
3. Сцена с посланцем і фінал

4 дія
1. Вступ, речитатив і арія Андрія
2. Сцена Андрія і Татарки
3. Арія Марильці з хором ("Лийтесь сльози")

5 дія
1. Арія Тараса ("Ох яку ж тяженну каменюку")
2. Сцена бою та смерть Андрія
3. Арія Остапа ("Хто вбив його")
4. Сцена штурма Дубна і фінал